# Cupa României
Der rumänische Fußballpokal Cupa României ist der seit 1933 ausgetragene nationale Fußball-Pokalwettbewerb für Männerfußball-Vereinsmannschaften in Rumänien. Er wird jährlich von der Federația Română de Fotbal (FRF) veranstaltet und ist nach der Liga 1 der zweitwichtigste Titel im nationalen Vereinsfußball. Die aktuelle offizielle Bezeichnung des Wettbewerbs lautete „Cupa României Timișoreana“.

## Sponsoren
Am 22. Juli 2005 unterschrieb Samsung Electronics einen Einjahresvertrag. Der Cup wurde während der Vertragslaufzeit in „Cupa României Samsung“ geändert.
Am 9. Oktober 2006 unterschrieb Ursus einen 3-Jahres-Vertrag. Der Cup wurde während der Vertragslaufzeit in „Cupa României Timișoreana“ geändert, um die neue Marke von Ursus bekannter zu machen.

## Die Endspiele im Überblick
| Saison                                                                  | Datum                                                 | Austragungsort                                                            | Sieger                    | Ergebnis                                                                                | Finalist                  | Zuschauer                |
| ----------------------------------------------------------------------- | ----------------------------------------------------- | ------------------------------------------------------------------------- | ------------------------- | --------------------------------------------------------------------------------------- | ------------------------- | ------------------------ |
| 1933/34                                                                 | 8. Juli 1934 30. Sep. 1934                            | Stadionul Electrica, Timișoara Stadionul ONEF, Bukarest                   | Ripensia Timișoara        | 3:2 (2:1) 5:0 (3:0)                                                                     | Universitatea Cluj        | 3.000 10.000             |
| 1934/35                                                                 | 6. Juni 1935                                          | Stadionul ONEF, Bukarest                                                  | CFR Bukarest              | 6:5 n. V. (2:1, 5:5)                                                                    | Ripensia Timișoara        | 10.000                   |
| 1935/36                                                                 | 21. Juni 1936                                         | Stadionul Venus, Bukarest                                                 | Ripensia Timișoara        | 5:1 (1:0)                                                                               | Unirea Tricolor Bukarest  | 18.000                   |
| 1936/37                                                                 | 20. Juni 1937                                         | Stadionul ANEF, Bukarest                                                  | Rapid Bukarest            | 5:1 (1:0)                                                                               | Ripensia Timișoara        | 15.000                   |
| 1937/38                                                                 | 19. Juni 1938                                         | Stadionul Giulești, Bukarest                                              | Rapid Bukarest            | 3:2 (2:1)                                                                               | CAM Timișoara             | 7.000                    |
| 1938/39                                                                 | 9. Juli 1939                                          | Stadionul Venus, Bukarest                                                 | Rapid Bukarest            | 2:0 (1:0)                                                                               | Sportul Studențesc        | n. b.                    |
| 1939/40                                                                 | 30. Apr. 1940 9. Juni 1940 27. Okt. 1940 8. Nov. 1940 | Stadionul ANEF, Bukarest Stadionul ANEF Stadionul Giulești Stadionul ANEF | Rapid Bukarest            | 2:2 n. V. (2:1, 2:2) 4:4 n. V. (3:2, 4:4) (WS) 2:2 n. V. (0:0, 1:1) (WS) 2:1 (0:0) (WS) | Venus Bukarest            | 20.000 n. b. n. b. n. b. |
| 1940/41                                                                 | 7. Sep. 1941                                          | Stadionul ANEF, Bukarest                                                  | Rapid Bukarest            | 4:3 (1:1)                                                                               | Unirea Tricolor Bukarest  | 9.000                    |
| 1941/42                                                                 | 9. Aug. 1942                                          | Stadionul Venus, Bukarest                                                 | Rapid Bukarest            | 7:1 (1:0)                                                                               | Universitatea Sibiu       | n. b.                    |
| 1942/43                                                                 | 15. Aug. 1943                                         | Stadionul ANEF, Bukarest                                                  | CFR Turnu Severin         | 4:0 (2:0)                                                                               | Sportul Studențesc        | 9.000                    |
| 1943/44 wegen des Zweiten Weltkriegs abgebrochen.                       |                                                       |                                                                           |                           |                                                                                         |                           |                          |
| Von 1944/45 bis 1946/47 wegen des Zweiten Weltkriegs nicht ausgetragen. |                                                       |                                                                           |                           |                                                                                         |                           |                          |
| 1947/48                                                                 | 15. Aug. 1948                                         | Stadionul Venus, Bukarest                                                 | ITA Arad                  | 3:2 (1:2)                                                                               | CFR Timișoara             | 10.000                   |
| 1948/49                                                                 | 18. Dez. 1949                                         | Stadionul ICAS, Bukarest                                                  | CSCA Bukarest             | 2:1 (1:0)                                                                               | CSU Cluj                  | 12.000                   |
| 1950                                                                    | 26. Nov. 1950                                         | Stadionul Republicii, Bukarest                                            | CCA Bukarest              | 3:1 (1:0)                                                                               | Flamura Roșie Arad        | 25.000                   |
| 1951                                                                    | 8. Nov. 1951                                          | Stadionul Republicii, Bukarest                                            | CCA Bukarest              | 3:1 n. V. (0:0, 1:1)                                                                    | Flacăra Mediaș            | 25.000                   |
| 1952                                                                    | 7. Dez. 1952                                          | Stadionul Republicii, Bukarest                                            | CCA Bukarest              | 2:0 (1:0)                                                                               | Flacăra Ploiești          | 15.000                   |
| 1953                                                                    | 29. Nov. 1953                                         | Stadionul 23 August, Bukarest                                             | Flamura Roșie Arad        | 1:0 n. V. (0:0, 0:0)                                                                    | CCA Bukarest              | 50.000                   |
| 1954                                                                    | 5. Dez. 1954                                          | Stadionul Republicii, Bukarest                                            | Metalul Reșița            | 2:0 (2:0)                                                                               | Dinamo Bukarest           | 30.000                   |
| 1955                                                                    | 18. Dez. 1955                                         | Stadionul Republicii, Bukarest                                            | CCA Bukarest              | 6:3 n. V. (0:1, 3:3)                                                                    | Progresul Oradea          | n. b.                    |
| 1956                                                                    | 9. Dez. 1956                                          | Stadionul Republicii, Bukarest                                            | Progresul Oradea          | 2:0 (0:0)                                                                               | Energia Câmpia Turzii     | 30.000                   |
| 1957/58                                                                 | 6. Juli 1958                                          | Stadionul 23 August, Bukarest                                             | Știința Timișoara         | 1:0 (1:0)                                                                               | FC Progresul Bukarest     | 40.000                   |
| 1958/59                                                                 | 14. Juni 1959                                         | Stadionul 23 August, Bukarest                                             | Dinamo Bukarest           | 4:0 (1:0)                                                                               | CSM Baia Mare             | n. b.                    |
| 1959/60                                                                 | 3. Juli 1960                                          | Stadionul Republicii, Bukarest                                            | FC Progresul Bukarest     | 2:0 (2:0)                                                                               | Dinamo Obor Bukarest      | 25.000                   |
| 1960/61                                                                 | 12. Nov. 1961                                         | Stadionul Republicii, Bukarest                                            | Arieșul Turda             | 2:1 (0:1)                                                                               | Rapid Bukarest            | n. b.                    |
| 1961/62                                                                 | 8. Juli 1962                                          | Stadionul 23 August, Bukarest                                             | Steaua Bukarest           | 5:1 (2:1)                                                                               | Rapid Bukarest            | 70.000                   |
| 1962/63                                                                 | 21. Juli 1963                                         | Stadionul 23 August, Bukarest                                             | Petrolul Ploiești         | 6:1 (3:1)                                                                               | Siderurgistul Galați      | 45.000                   |
| 1963/64                                                                 | 19. Juli 1964                                         | Stadionul 23 August, Bukarest                                             | Dinamo Bukarest           | 5:3 (1:2)                                                                               | Steaua Bukarest           | 70.000                   |
| 1964/65                                                                 | 11. Juli 1965                                         | Stadionul Republicii, Bukarest                                            | Știința Cluj              | 2:1 (1:0)                                                                               | Dinamo Pitești            | 30.000                   |
| 1965/66                                                                 | 17. Juli 1966                                         | Stadionul 23 August, Bukarest                                             | Steaua Bukarest           | 4:0 (0:0)                                                                               | UTA Arad                  | 30.000                   |
| 1966/67                                                                 | 2. Juli 1967                                          | Stadionul Republicii, Bukarest                                            | Steaua Bukarest           | 6:0 (4:0)                                                                               | Foresta Fălticeni         | 20.000                   |
| 1967/68                                                                 | 16. Juni 1968                                         | Stadionul 23 August, Bukarest                                             | Dinamo Bukarest           | 3:1 n. V. (0:0, 1:1)                                                                    | Rapid Bukarest            | n. b.                    |
| 1968/69                                                                 | 22. Juni 1969                                         | Stadionul 23 August, Bukarest                                             | Steaua Bukarest           | 2:1 (1:0)                                                                               | Dinamo Bukarest           | 45.000                   |
| 1969/70                                                                 | 26. Juli 1970                                         | Stadionul 23 August, Bukarest                                             | Steaua Bukarest           | 2:1 (1:0)                                                                               | Dinamo Bukarest           | 30.000                   |
| 1970/71                                                                 | 4. Juli 1971                                          | Stadionul 23 August, Bukarest                                             | Steaua Bukarest           | 3:2 (2:1)                                                                               | Dinamo Bukarest           | 50.000                   |
| 1971/72                                                                 | 2. Juli 1972                                          | Stadionul 23 August, Bukarest                                             | Rapid Bukarest            | 2:0 (2:0)                                                                               | Jiul Petroșani            | 30.000                   |
| 1972/73                                                                 | 1. Juli 1973 3. Juli 1973                             | Stadionul 23 August, Bukarest                                             | Chimia Râmnicu Vâlcea     | 1:1 n. V. (1:0, 1:1) 3:0 (1:0) (WS)                                                     | Constructorul Galați      | 8.000 n. b.              |
| 1973/74                                                                 | 23. Juni 1974                                         | Stadionul 23 August, Bukarest                                             | Jiul Petroșani            | 4:2 (2:1)                                                                               | FC Politehnica Timișoara  | 12.000                   |
| 1974/75                                                                 | 12. Juli 1975                                         | Stadionul 23 August, Bukarest                                             | Rapid Bukarest            | 2:1 n. V. (0:0, 1:1)                                                                    | FC Universitatea Craiova  | 30.000                   |
| 1975/76                                                                 | 30. Juni 1976                                         | Stadionul 23 August, Bukarest                                             | Steaua Bukarest           | 1:0 (0:0)                                                                               | CSU Galați                | 50.000                   |
| 1976/77                                                                 | 3. Juli 1977                                          | Stadionul Republicii, Bukarest                                            | FC Universitatea Craiova  | 2:1 (0:0)                                                                               | Steaua Bukarest           | n. b.                    |
| 1977/78                                                                 | 22. Juni 1978                                         | Stadionul Republicii, Bukarest                                            | FC Universitatea Craiova  | 3:1 (2:0)                                                                               | Olimpia Satu Mare         | 10.000                   |
| 1978/79                                                                 | 1. Juli 1979                                          | Stadionul 23 August, Bukarest                                             | Steaua Bukarest           | 3:0 (2:0)                                                                               | Sportul Studențesc        | n. b.                    |
| 1979/80                                                                 | 1. Juli 1980                                          | Stadionul 23 August, Bukarest                                             | FC Politehnica Timișoara  | 2:1 n. V. (1:1, 1:1)                                                                    | Steaua Bukarest           | n. b.                    |
| 1980/81                                                                 | 24. Juni 1981                                         | Stadionul Republicii, Bukarest                                            | FC Universitatea Craiova  | 6:0 (2:0)                                                                               | FC Politehnica Timișoara  | 25.000                   |
| 1981/82                                                                 | 20. Juni 1982                                         | Stadionul 23 August, Bukarest                                             | Dinamo Bukarest           | 3:2 (1:0)                                                                               | FC Baia Mare              | 15.000                   |
| 1982/83                                                                 | 6. Juli 1983                                          | Stadionul 23 August, Bukarest                                             | FC Universitatea Craiova  | 2:1 (1:0)                                                                               | FC Politehnica Timișoara  | n. b.                    |
| 1983/84                                                                 | 22. Apr. 1984                                         | Stadionul 23 August, Bukarest                                             | Dinamo Bukarest           | 2:1 (1:1)                                                                               | Steaua Bukarest           | 60.000                   |
| 1984/85                                                                 | 23. Juni 1985                                         | Stadionul 23 August, Bukarest                                             | Steaua Bukarest           | 2:1 (1:0)                                                                               | FC Universitatea Craiova  | 60.000                   |
| 1985/86                                                                 | 25. Juni 1986                                         | Stadionul 23 August, Bukarest                                             | Dinamo Bukarest           | 1:0 (0:0)                                                                               | Steaua Bukarest           | 40.000                   |
| 1986/87                                                                 | 28. Juni 1987                                         | Stadionul 23 August, Bukarest                                             | Steaua Bukarest           | 1:0 (1:0)                                                                               | Dinamo Bukarest           | 60.000                   |
| 1987/88                                                                 | 26. Juni 1988                                         | Stadionul 23 August, Bukarest                                             | Steaua Bukarest           | 2:1 (1:0)                                                                               | Dinamo Bukarest           | 45.000                   |
| 1988/89                                                                 | 29. Juni 1989                                         | Stadionul Municipal, Brașov                                               | Steaua Bukarest           | 1:0 (0:0)                                                                               | Dinamo Bukarest           | 35.000                   |
| 1989/90                                                                 | 2. Mai 1990                                           | Stadionul 23 August, Bukarest                                             | Dinamo Bukarest           | 6:4 (3:1)                                                                               | Steaua Bukarest           | 30.000                   |
| 1990/91                                                                 | 26. Juni 1991                                         | Stadionul Național, Bukarest                                              | FC Universitatea Craiova  | 2:1 (0:0)                                                                               | FC Bacau                  | 20.000                   |
| 1991/92                                                                 | 24. Juni 1992                                         | Regie-Stadion, Bukarest                                                   | Steaua Bukarest           | 1:1 n. V., 3:2 i. E.                                                                    | FC Politehnica Timișoara  | 8.000                    |
| 1992/93                                                                 | 26. Juni 1993                                         | Stadionul Național, Bukarest                                              | FC Universitatea Craiova  | 2:0 (0:0)                                                                               | Dacia Unirea Brăila       | 10.000                   |
| 1993/94                                                                 | 30. Apr. 1994                                         | Regie-Stadion, Bukarest                                                   | Gloria Bistrița           | 1:0 (1:0)                                                                               | FC Universitatea Craiova  | 7.000                    |
| 1994/95                                                                 | 21. Juni 1995                                         | Stadionul Național, Bukarest                                              | Petrolul Ploiești         | 1:1 n. V., 5:3 i. E.                                                                    | Rapid Bukarest            | 30.000                   |
| 1995/96                                                                 | 28. Apr. 1996                                         | Stadionul Național, Bukarest                                              | Steaua Bukarest           | 3:1 (0:1)                                                                               | Gloria Bistrița           | 25.000                   |
| 1996/97                                                                 | 4. Juni 1997                                          | Stadionul Național, Bukarest                                              | Steaua Bukarest           | 4:2 (3:1)                                                                               | FC Național Bukarest      | 25.000                   |
| 1997/98                                                                 | 6. Mai 1998                                           | Stadionul Național, Bukarest                                              | Rapid Bukarest            | 1:0 (0:0)                                                                               | FC Universitatea Craiova  | 65.000                   |
| 1998/99                                                                 | 16. Juni 1999                                         | Stadionul Național, Bukarest                                              | Steaua Bukarest           | 2:2 n. V., 4:2 i. E.                                                                    | Rapid Bukarest            | 50.000                   |
| 1999/00                                                                 | 13. Mai 2000                                          | Stadionul Național, Bukarest                                              | Dinamo Bukarest           | 2:0 (1:0)                                                                               | FC Universitatea Craiova  | 55.000                   |
| 2000/01                                                                 | 16. Juni 2001                                         | Stadionul Național, Bukarest                                              | Dinamo Bukarest           | 4:2 (1:2)                                                                               | AS Rocar Bukarest         | 26.000                   |
| 2001/02                                                                 | 5. Juni 2002                                          | Stadionul Național, Bukarest                                              | Rapid Bukarest            | 2:1 (0:0)                                                                               | Dinamo Bukarest           | 40.000                   |
| 2002/03                                                                 | 31. Mai 2003                                          | Stadionul Național, Bukarest                                              | Dinamo Bukarest           | 1:0 (1:0)                                                                               | FC Național Bukarest      | 25.000                   |
| 2003/04                                                                 | 6. Juni 2004                                          | Cotroceni-Stadion, Bukarest                                               | Dinamo Bukarest           | 2:0 (0:0)                                                                               | Oțelul Galați             | 10.000                   |
| 2004/05                                                                 | 11. Mai 2005                                          | Cotroceni-Stadion, Bukarest                                               | Dinamo Bukarest           | 1:0 (1:0)                                                                               | FC Farul Constanța        | 15.000                   |
| 2005/06                                                                 | 17. Mai 2006                                          | Stadionul Național, Bukarest                                              | Rapid Bukarest            | 1:0 n. V. (0:0, 0:0)                                                                    | FC Național Bukarest      | 12.000                   |
| 2006/07                                                                 | 26. Mai 2007                                          | Dan-Păltinișanu-Stadion, Timișoara                                        | Rapid Bukarest            | 2:0 (1:0)                                                                               | FCU Politehnica Timișoara | 40.000                   |
| 2007/08                                                                 | 10. Mai 2008                                          | Ceahlăul-Stadion, Piatra Neamț                                            | CFR Cluj                  | 2:1 (0:0)                                                                               | Unirea Urziceni           | 10.000                   |
| 2008/09                                                                 | 13. Juni 2009                                         | Tudor-Vladimirescu-Stadion, Târgu Jiu                                     | CFR Cluj                  | 3:0 (2:0)                                                                               | FC Timișoara              | 10.000                   |
| 2009/10                                                                 | 26. Mai 2010                                          | Emil-Alexandrescu-Stadion, Iași                                           | CFR Cluj                  | 0:0 n. V., 5:4 i. E.                                                                    | FC Vaslui                 | 11.390                   |
| 2010/11                                                                 | 25. Mai 2011                                          | Stadionul Tineretului, Brașov                                             | Steaua Bukarest           | 2:1 (1:1)                                                                               | Dinamo Bukarest           | 7.500                    |
| 2011/12                                                                 | 23. Mai 2012                                          | Arena Națională, Bukarest                                                 | Dinamo Bukarest           | 1:0 (0:0)                                                                               | Rapid Bukarest            | 40.000                   |
| 2012/13                                                                 | 1. Juni 2013                                          | Arena Națională, Bukarest                                                 | Petrolul Ploiești         | 1:0 (1:0)                                                                               | CFR Cluj                  | 30.000                   |
| 2013/14                                                                 | 23. Mai 2014                                          | Arena Națională, Bukarest                                                 | Astra Giurgiu             | 0:0 n. V., 4:2 i. E.                                                                    | Steaua Bukarest           | 55.000                   |
| 2014/15                                                                 | 31. Mai 2015                                          | Arena Națională, Bukarest                                                 | Steaua Bukarest           | 3:0 (1:0)                                                                               | Universitatea Cluj        | 37.764                   |
| 2015/16                                                                 | 17. Mai 2016                                          | Arena Națională, Bukarest                                                 | CFR Cluj                  | 2:2 n. V., 7:5 i. E.                                                                    | Dinamo Bukarest           | 37.705                   |
| 2016/17                                                                 | 27. Mai 2017                                          | Arena Națională, Bukarest                                                 | FC Voluntari              | 1:1 n. V., 5:3 i. E.                                                                    | Astra Giurgiu             | 9.274                    |
| 2017/18                                                                 | 27. Mai 2018                                          | Arena Națională, Bukarest                                                 | CS Universitatea Craiova  | 2:0 (1:0)                                                                               | FC Hermannstadt           | 30.642                   |
| 2018/19                                                                 | 25. Mai 2019                                          | Ilie-Oană-Stadion, Ploiești                                               | Viitorul Constanta        | 2:1 n. V. (1:1, 0:1)                                                                    | Astra Giurgiu             | 11.968                   |
| 2019/20                                                                 | 22. Juli 2020                                         | Ilie-Oană-Stadion, Ploiești                                               | FCSB Bukarest             | 1:0 (0:0)                                                                               | Sepsi OSK Sfântu Gheorghe | 0                        |
| 2020/21                                                                 | 22. Mai 2021                                          | Ilie-Oană-Stadion, Ploiești                                               | CS Universitatea Craiova  | 3:2 n. V. (1:1, 1:1)                                                                    | Astra Giurgiu             | 1.500                    |
| 2021/22                                                                 | 19. Mai 2022                                          | Stadionul Rapid – Giulești, Bukarest                                      | Sepsi OSK Sfântu Gheorghe | 2:1 (2:0)                                                                               | FC Voluntari              | 8.128                    |
| 2022/23                                                                 | 24. Mai 2023                                          | Stadionul Municipal, Hermannstadt                                         | Sepsi OSK Sfântu Gheorghe | 0:0 n. V., 5:4 i. E.                                                                    | Universitatea Cluj        | 11.813                   |
| 2023/24                                                                 | 15. Mai 2024                                          | Stadionul Municipal, Hermannstadt                                         | Corvinul Hunedoara        | 2:2 n. V., 3:2 i. E.                                                                    | Oțelul Galați             | 11.703                   |
| 2024/25                                                                 | 14. Mai 2025                                          | Stadionul Francisc von Neuman, Arad                                       | CFR Cluj                  | 3:2                                                                                     | FC Hermannstadt           | 11.000                   |

### Rangliste der Sieger und Finalisten
Der Rekordpokalsieger ist der FCSB Bukarest mit 24 Pokalsiegen, gefolgt von Rapid Bukarest und Dinamo Bukarest mit jeweils 13 Titeln.
| Verein                    | Siege | Jahr(e) | FT |
| ------------------------- | ----- | --- | -- |
| FCSB Bukarest             | 24    | 1949, 1950, 1951, 1952, 1955, 1962, 1966, 1967, 1969, 1970, 1971, 1976, 1979, 1985, 1987, 1988, 1989, 1992, 1996, 1997, 1999, 2011, 2015, 2020 | 8  |
| Dinamo Bukarest           | 13    | 1959, 1964, 1968, 1982, 1984, 1986, 1990, 2000, 2001, 2003, 2004, 2005, 2012                                                                   | 10 |
| Rapid Bukarest            | 13    | 1935, 1937, 1938, 1939, 1940, 1941, 1942, 1972, 1975, 1998, 2002, 2006, 2007                                                                   | 6  |
| FC Universitatea Craiova  | 6     | 1977, 1978, 1981, 1983, 1991, 1993 | 5  |
| CFR Cluj                  | 5     | 2008, 2009, 2010, 2016, 2025 | 1  |
| Petrolul Ploiești         | 3     | 1963, 1995, 2013 | 1  |
| FC Politehnica Timișoara  | 2     | 1958, 1980 | 6  |
| Ripensia Timișoara        | 2     | 1934, 1936 | 2  |
| UTA Arad                  | 2     | 1948, 1953 | 2  |
| Sepsi OSK Sfântu Gheorghe | 2     | 2022, 2023 | 1  |
| CS Universitatea Craiova  | 2     | 2018, 2021 | –  |
| Universitatea Cluj        | 1     | 1965 | 5  |
| FC Progresul Bukarest     | 1     | 1960 | 4  |
| Astra Giurgiu             | 1     | 2014 | 3  |
| FC Voluntari              | 1     | 2017 | 2  |
| Clubul Atletic Oradea     | 1     | 1956 | 1  |
| Jiul Petroșani            | 1     | 1974 | 1  |
| Gloria Bistrița           | 1     | 1994 | 1  |
| CFR Turnu Severin         | 1     | 1943 | –  |
| FCM Reșița                | 1     | 1954 | –  |
| Arieșul Turda             | 1     | 1961 | –  |
| Chimia Râmnicu Vâlcea     | 1     | 1973 | –  |
| Viitorul Constanta        | 1     | 2019 | –  |
| Corvinul Hunedoara        | 1     | 2024 | –  |
| Sportul Studențesc        | –     | | 3  |
| Unirea Tricolor Bukarest  | –     | | 2  |
| FC Baia Mare              | –     | | 2  |
| FC Hermannstadt           | –     | | 2  |
| Oțelul Galați             | –     | | 2  |
| CAM Timișoara             | –     | | 1  |
| Venus Bukarest            | –     | | 1  |
| CFR Timișoara             | –     | | 1  |
| Gaz Metan Mediaș          | –     | | 1  |
| Energia Câmpia Turzii     | –     | | 1  |
| Dinamo Obor Bukarest      | –     | | 1  |
| Siderurgistul Galați      | –     | | 1  |
| Dinamo Pitești            | –     | | 1  |
| Foresta Fălticeni         | –     | | 1  |
| Constructorul Galați      | –     | | 1  |
| CSU Galați                | –     | | 1  |
| Olimpia Satu Mare         | –     | | 1  |
| FC Bacău                  | –     | | 1  |
| Dacia Unirea Brăila       | –     | | 1  |
| AS Rocar Bukarest         | –     | | 1  |
| Farul Constanța           | –     | | 1  |
| Unirea Urziceni           | –     | | 1  |
| FC Vaslui                 | –     | | 1  |
| Gesamt:                   | 87    | | 87 |

### Rangliste nach Städten
Die Stadt Bukarest dominiert mit ihren Vereinen den Pokalwettbewerb. Zu rund zwei Drittel der bisherigen 83 Austragungen kam der Sieger aus der Hauptstadt.
| Stadt           | Siege | Verein(e)                                                                             |
| --------------- | ----- | ------------------------------------------------------------------------------------- |
| Bukarest        | 51    | FCSB Bukarest (24) Dinamo Bukarest (13) Rapid Bukarest (13) FC Progresul Bukarest (1) |
| Craiova         | 8     | FC Universitatea Craiova (6) CS Universitatea Craiova (2)                             |
| Cluj            | 6     | CFR Cluj (5) Universitatea Cluj (1)                                                   |
| Timișoara       | 4     | FC Politehnica Timișoara 2 Ripensia Timișoara (2)                                     |
| Ploiești        | 3     | Petrolul Ploiești (3)                                                                 |
| Arad            | 2     | UTA Arad (2)                                                                          |
| Sfântu Gheorghe | 2     | Sepsi OSK Sfântu Gheorghe (2)                                                         |
| Bistrița        | 1     | Gloria Bistrița (1)                                                                   |
| Hunedoara       | 1     | Corvinul Hunedoara (1)                                                                |
| Turnu Severin   | 1     | CFR Turnu Severin (1)                                                                 |
| Oradea          | 1     | Clubul Atletic Oradea (1)                                                             |
| Petroșani       | 1     | Jiul Petroșani (1)                                                                    |
| Râmnicu Vâlcea  | 1     | Chimia Râmnicu Vâlcea (1)                                                             |
| Reșița          | 1     | FCM Reșița (1)                                                                        |
| Turda           | 1     | Arieșul Turda (1)                                                                     |
| Giurgiu         | 1     | Astra Giurgiu (1)                                                                     |
| Constanța       | 1     | Viitorul Constanța (1)                                                                |
| Voluntari       | 1     | FC Voluntari (1)                                                                      |